# گناهکاران (فیلم ۱۳۹۱)
گناهکاران فیلمی محصول سال ۱۳۹۰ به کارگردانی فرامرز قریبیان است. این چهارمین فیلم به کارگردانی قریبیان است. قریبیان سیزده سال پس از کارگردانی آخرین فیلمش به‌نام چشمهایش، گناهکاران را کارگردانی کرد.

## فیلم‌نامه
فیلم‌نامهٔ گناهکاران را سام قریبیان، پسر فرامرز قریبیان نوشته‌است. او گناهکاران را در سال ۲۰۰۶ میلادی در خارج از ایران برای یک فیلم خارجی نوشته بود، ولی پس از بازگشت به ایران آن را به نسخه فارسی تبدیل و بازنویسی کرد. سام قریبیان برای این اثر برنده جایزه بهترین فیلمنامه از جشنواره لوسرن سوئیس شد. وی همچنین کاندیدای دریافت بهترین فیلمنامه در جشنواره فیلم فجر، جشنواره بین‌المللی فیلم مادرید و جشن حافظ شد.

## بازیگران
| بازیگران         | نقش                       |
| ---------------- | ------------------------- |
| همایون ارشادی    | هژیر خاتم                 |
| محسن افشانی      | حامد                      |
| هومن برق‌نورد     | جهانبخش                   |
| کوروش تهامی      | القاییان                  |
| رامبد جوان       | سرگرد نادر روانگر         |
| بهاره کیان افشار | مرجان (آسمان) فرازمند     |
| سیاوش چراغی‌پور   | عمادی                     |
| ملکه رنجبر       | رزاقی                     |
| امید روحانی      | فارسیان                   |
| رضا رویگری       | معمار                     |
| قطب‌الدین صادقی   | کیان‌نژاد                  |
| شقایق فراهانی    | رهنما                     |
| فرامرز قریبیان   | سرگرد تدین                |
| مهتاج نجومی      | متین                      |
| محمد متوسلانی    | سرهنگ فرازمند (پدر مرجان) |
| نسرین مقانلو     | مهوش                      |
| سام قریبیان      | بدل قاتل                  |

## جوایز

### سی و یکمین دوره جشنواره فیلم فجر
| قسمت                       | نامزد           | نتیجه    |
| -------------------------- | --------------- | -------- |
| بهترین فیلم                | فرامرز قریبیان  | نامزدشده |
| بهترین بازیگر نقش مکمل مرد | رامبد جوان      | برنده    |
| بهترین بازیگر نقش مکمل زن  | شقایق فراهانی   | نامزدشده |
| بهترین فیلمنامه            | سام قریبیان     | نامزدشده |
| بهترین صداگذاری            | مهران ملکوتی    | نامزدشده |
| بهترین صدابرداری           | بهمن حیدری      | نامزدشده |
| بهترین جلوه‌های ویژه میدانی | اصغر پورهاجریان | نامزدشده |

### چهاردهمین دوره جشن حافظ
| قسمت                    | نامزد          | نتیجه    |
| ----------------------- | -------------- | -------- |
| بهترین فیلم             | فرامرز قریبیان | نامزدشده |
| بهترین کارگردانی        | فرامرز قریبیان | نامزدشده |
| بهترین فیلمنامه         | سام قریبیان    | نامزدشده |
| جایزه ویژه هیئت داوران  | فرامرز قریبیان | برنده    |
| بهترین بازیگر مرد سینما | فرامرز قریبیان | نامزدشده |
| بهترین بازیگر مرد سینما | رامبد جوان     | نامزدشده |
| بهترین فیلمبرداری       | هومن بهمنش     | نامزدشده |
| بهترین موسیقی فیلم      | فردین خلعتبری  | نامزدشده |